# Port Authority Trans-Hudson
Port Authority Trans-Hudson (engelsk: Havnemyndighed Trans-Hudson), også kendt som PATH, er en undergrundsbane der forbinder Manhattan, New York med New Jersey, og betjener Jersey City, Hoboken, Harrison og Newark. Den er drevet af Port Authority of New York and New Jersey. Mange af PATH stationer er forbundet med New York City Subway, Newark Light Rail og Hudson-Bergen Light Rail stationer, men der er ingen overgange da de fire systemer drives selvstændigt.
PATH har en linjelængde på 22,2 km (13,8 miles).
PATH-togene bruger kun tunneller i Manhattan, Hoboken og downtown Jersey City. Sporene krydser Hudson River gennem de gamle støbejernsrør der ligger på bunden af floden under et tyndt lag dynd. PATH's linjer fra Grove Street i Jersey City mod vest til Newark ligger i åbne banegrave, på gadeplan og på højbane.
I 4. kvartal 2007, havde PATH en et gennemsnitlig hverdags passagertal på 246.000.

## Historie
PATH blev åbnet under navnet Hudson & Manhattan Railroad i februar 1908, men blev omdøbt, da Port Authority of New York and New Jersey tog over.

### Efter 11. september
World Trade Center-stationen, som er en af PATH's to New York terminaler, blev tilintetgjort den 11. september 2001 da bygningerne ovenover kollapsere. Lige før kollapset, blev station lukket og alle de ventede passegere der var på stationen blev evakueret af et tog der allerede var inde i terminalen.

## Betjening

### Linjer
- Newark–World Trade Center
- Hoboken–World Trade Center
- Journal Square–33rd Street
- Hoboken–33rd Street

Efter kl. 23:00 og før 06:00 på mandage til fredag, og alle dage lørdage, søndag og helligdage, kører PATH to tog linjerne:
- Newark–World Trade Center
- Journal Square–33rd Street (via Hoboken)

### Liste over stationer
Der er lige nu 13 aktiv PATH stationer:
| Stat | By          | Station            | Linjer          | Åbenet                                    | Overgange og noter |
| ---- | ----------- | ------------------ | --------------- | ----------------------------------------- | --- |
| NY   | New York    | 33rd Street        | HOB-33 JSQ-33   | 10. november 1910                         | B D F M (IND Sixth Avenue Line) Skabelon:NYCS Broadway (BMT Broadway Line) New York Penn Station (Amtrak, NJ Transit, LIRR) accessible via city roads only |
| NY   | New York    | 28th Street        | lukket          | 10. november 1910                         | lukket i 1937, da 33rd Street blev udvidet mod syd |
| NY   | New York    | 23rd Street        | HOB-33 JSQ-33   | 15. juni 1908                             | Skabelon:NYCS Sixth local (IND Sixth Avenue Line) |
| NY   | New York    | 19th Street        | lukket          | 25. februar 1908                          | lukket i 1954 for at øge betjeningen |
| NY   | New York    | 14th Street        | HOB-33 JSQ-33   | 25. februar 1908                          | Skabelon:NYCS Sixth local (IND Sixth Avenue Line) Skabelon:NYCS Canarsie (BMT Canarsie Line) Skabelon:NYCS Broadway-Seventh south (IRT Broadway–Seventh Avenue Line) |
| NY   | New York    | 9th Street         | HOB-33 JSQ-33   | 25. februar 1908                          | B D F M (IND Sixth Avenue Line) Skabelon:NYCS Eighth south (IND Eighth Avenue Line) |
| NY   | New York    | Christopher Street | HOB-33 JSQ-33   | 25. februar 1908                          | Skabelon:NYCS Broadway-Seventh south local (IRT Broadway–Seventh Avenue Line) |
| NY   | New York    | Hudson Terminal    | lukket          | 19. juli 1909                             | lukket i 1971 da forbindelser til World Trade Center åbnede |
| NY   | New York    | World Trade Center | NWK-WTC HOB-WTC | 4. juli 1971 (genåbnet 23. november 2003) | 1 (IRT Broadway–Seventh Avenue Line) – station closed indefinitely Skabelon:NYCS Brooklyn (IRT Broadway–Seventh Avenue Line) – connected to Park Place station Skabelon:NYCS Eighth south (IND Eighth Avenue Line) Skabelon:NYCS Lexington south (IRT Lexington Avenue Line) Skabelon:NYCS Nassau south (BMT Nassau Street Line) Skabelon:NYCS Broadway local (BMT Broadway Line) – station closed indefinitely |
| NJ   | Hoboken     | Hoboken            | HOB-WTC HOB-33  | 25. februar 1908                          | Hudson-Bergen Light Rail, NJ Transit originally Lackawanna Railroad |
| NJ   | Jersey City | Pavonia/Newport    | HOB-WTC JSQ-33  | 2. august 1909                            | Hudson-Bergen Light Rail originally Erie Railroad |
| NJ   | Jersey City | Exchange Place     | NWK-WTC HOB-WTC | 19. juli 1909                             | Hudson-Bergen Light Rail originally Pennsylvania Railroad (also served the Lehigh Valley Railroad and New York, Susquehanna and Western Railway) |
| NJ   | Jersey City | Grove Street       | NWK-WTC JSQ-33  | 6. september 1910                         | originally Grove-Henderson Streets |
| NJ   | Jersey City | Journal Square     | NWK-WTC JSQ-33  | 14. april 1912                            | Journal Square Transportation Center originally Summit Avenue |
| NJ   | Harrison    | Manhattan Transfer | lukket          | 1. oktober 1911                           | closed in 1937 when the H&M was realigned to Newark Penn Station |
| NJ   | Harrison    | Harrison           | NWK-WTC         | 20. juni 1937                             | originally several blocks north (opened November 26, 1911) |
| NJ   | Newark      | Newark             | NWK-WTC         | 20. juni 1937                             | Newark Penn Station (Amtrak, NJ Transit, Newark City Subway) oprindeligt ved Park Place (opened November 26, 1911) |

## Rullende materiel
PATH har en flåde på 333 vogne (nedsat fra 348 vogne), der er i aktiv tjeneste. Der er fem modeller: PA1, PA2, PA3, PA4 og PA5. PATH-vognene er 15,5 m lange, med en bredde på ca. 2,8 m. De kan opnå en maksimal hastighed på 112 km/t. Hver vogn har plads til 35 passagerer på sæder, der løber langs siderne af vognene.

## Eksterne links
40°43′52.74″N 74°3′33.59″V / 40.7313167°N 74.0593306°V
- Wikimedia Commons har flere filer relateret til Port Authority Trans-Hudson
- (engelsk) PATH officiel hjemmeside
- (engelsk) PATH train schedule and departure information
- (engelsk) NYCSubway.org PATH/Hudson & Manhattan site
- (engelsk) Hudson Terminal
- (engelsk) H&M Powerhouse
- http://www.tmk.com/books/hmdinner/ Arkiveret 9. december 2004 hos  Wayback Machine
- (engelsk) hudsoncity.net – Tube Stations Arkiveret 21. september 2016 hos  Wayback Machine
- http://railfanning.org/profiles/path.htm Arkiveret 13. maj 2008 hos  Wayback Machine
- http://www.ny1.com/ny1/content/index.jsp?stid=5&aid=68640 Arkiveret 28. december 2007 hos  Wayback Machine
- (engelsk) PATH SmartLink